# Качествен анализ
Основна задача на качествения анализ е да установи кои химични елементи съставят изследваното вещество.
Когато се изисква установяване на присъствието на възможно най-голям брой елементи, анализа се нарича пълен. В други случаи, ако целта е да се установи присъствието на предварително набелязани няколко елемента, анализът се нарича частичен.